# Maggie Valley
Maggie Valley és una població dels Estats Units a l'estat de Carolina del Nord. Segons el cens del 2000 tenia 607 habitants.

## Demografia
Segons el cens del 2000, Maggie Valley tenia 607 habitants, 297 habitatges i 179 famílies. La densitat de població era de 143,8 habitants per km².
Dels 297 habitatges en un 16,8% hi vivien nens de menys de 18 anys, en un 52,2% hi vivien parelles casades, en un 6,4% dones solteres, i en un 39,7% no eren unitats familiars. En el 33% dels habitatges hi vivien persones soles l'11,8% de les quals corresponia a persones de 65 anys o més que vivien soles. El nombre mitjà de persones vivint en cada habitatge era de 2,04 i el nombre mitjà de persones que vivien en cada família era de 2,56.
Per edats la població es repartia de la següent manera: un 14% tenia menys de 18 anys, un 5,1% entre 18 i 24, un 23,2% entre 25 i 44, un 33,8% de 45 a 60 i un 23,9% 65 anys o més.
L'edat mediana era de 49 anys. Per cada 100 dones de 18 o més anys hi havia 89,8 homes.
La renda mediana per habitatge era de 29.808 $ i la renda mediana per família de 40.417 $. Els homes tenien una renda mediana de 27.813 $ mentre que les dones 20.865 $. La renda per capita de la població era de 17.211 $. Entorn del 9,8% de les famílies i l'11,7% de la població estaven per davall del llindar de pobresa.

## Poblacions més properes
El següent diagrama mostra les poblacions més properes.